# Doosan Arena
Le Doosan Arena, plus connu en tant que stade Štruncovy, est un stade de football, situé à Plzeň, en Tchéquie. Le stade porte le nom du conglomérat sud-coréen Doosan. Il est utilisé par le club du Viktoria Plzeň.

## Utilisation

### Club résident
Le stade a comme club résident, le Viktoria Plzeň, depuis 1955.

### Matchs internationaux A
| Date             | Compétition   | Équipe 1 | Équipe 2   | Score | Affluence |
| ---------------- | ------------- | -------- | ---------- | ----- | --------- |
| 12 octobre 2012  | Éliminatoires | Tchéquie | Malte      | 3 - 1 | 10 389    |
| 16 novembre 2014 | Éliminatoires | Tchéquie | Islande    | 2 - 1 | 11 533    |
| 3 septembre 2015 | Éliminatoires | Tchéquie | Kazakhstan | 2 - 1 | 10 572    |

### Événements
- Championnat d'Europe de football des moins de 19 ans 2008
- Finale de la Supercoupe de Tchéquie en 2011, 2013 et 2015
- Finale de la Coupe de Tchéquie en 2012

## Galerie

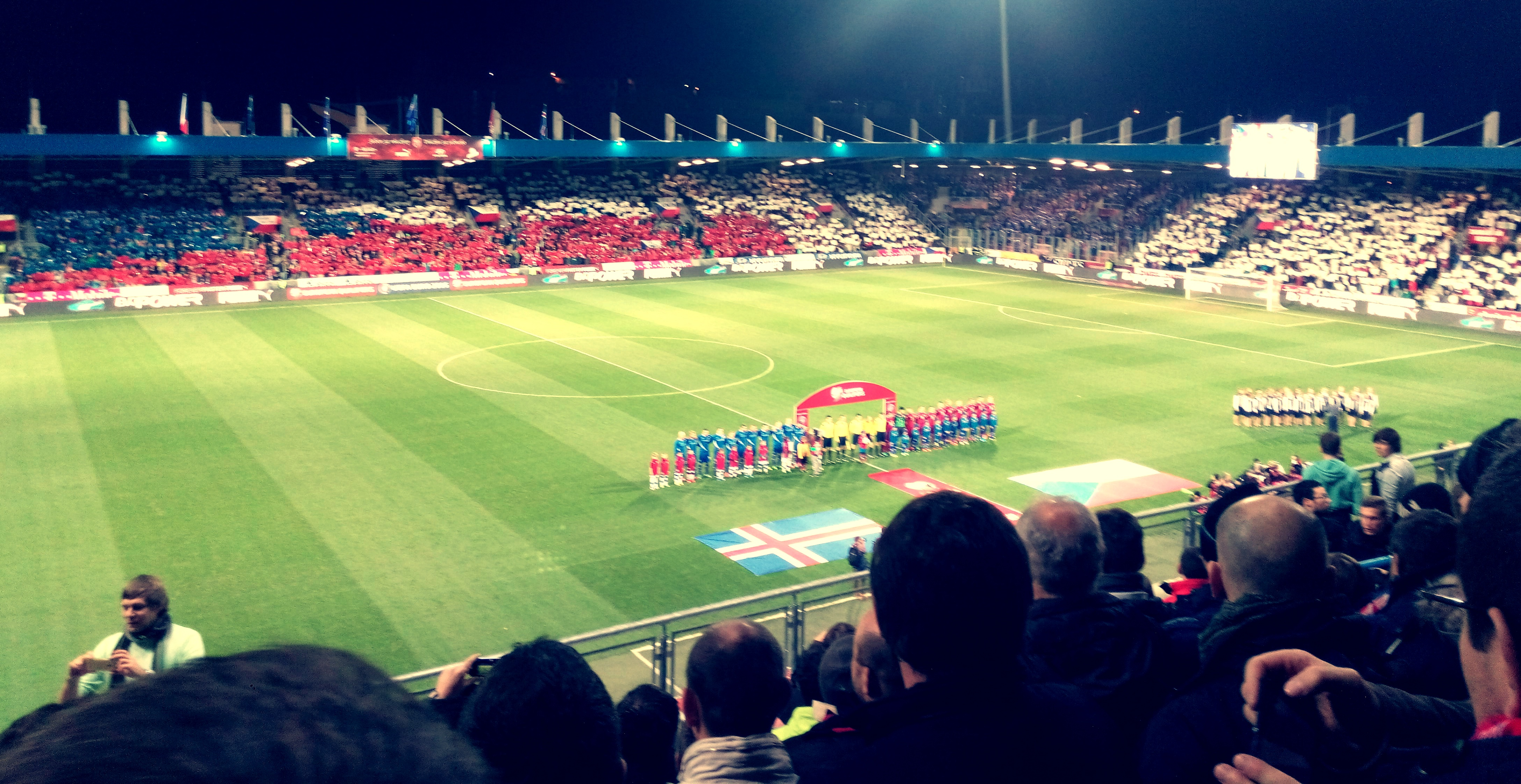
Vue des tribunes, en 2014.
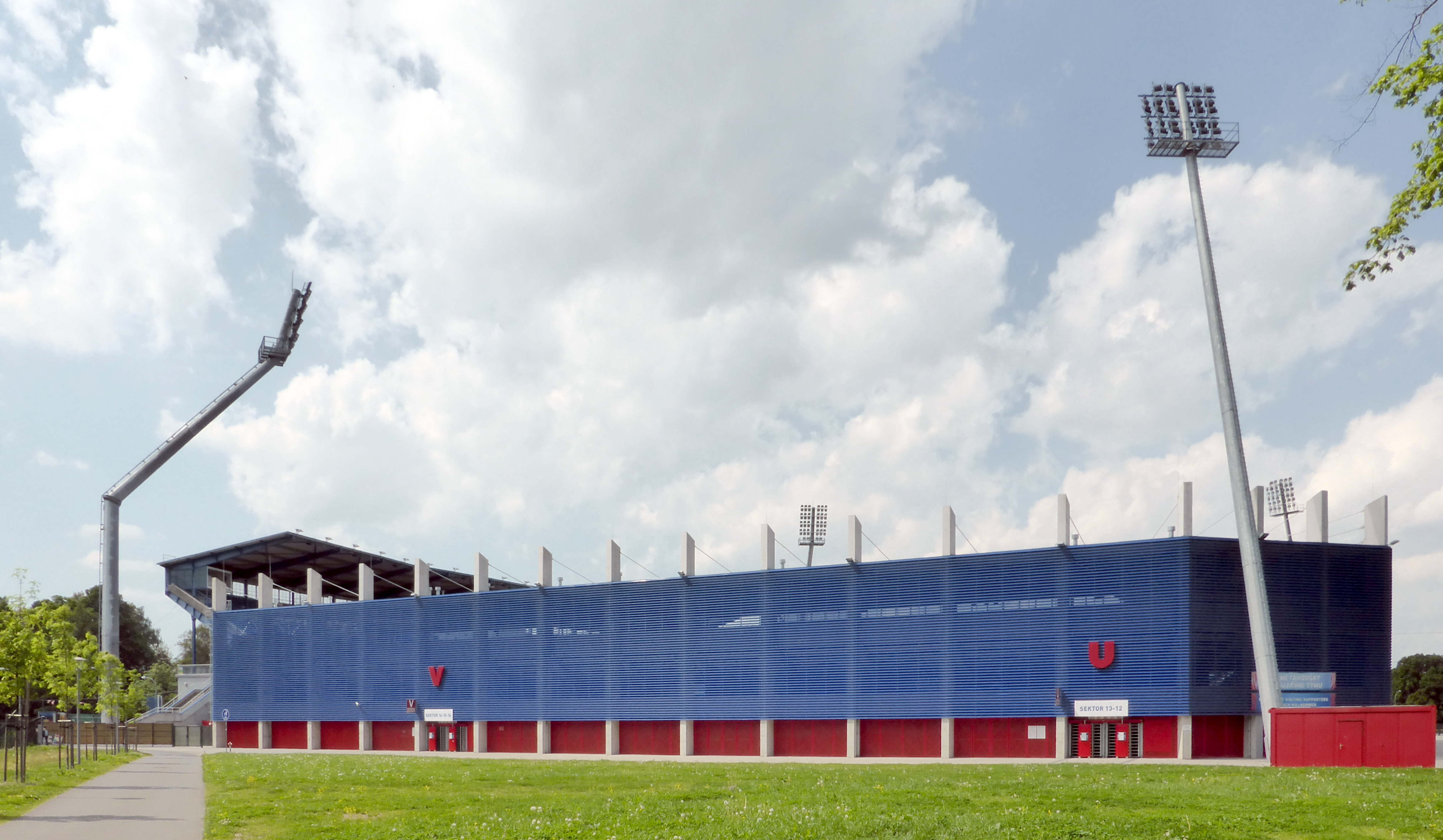
Vue extérieure, en 2015.
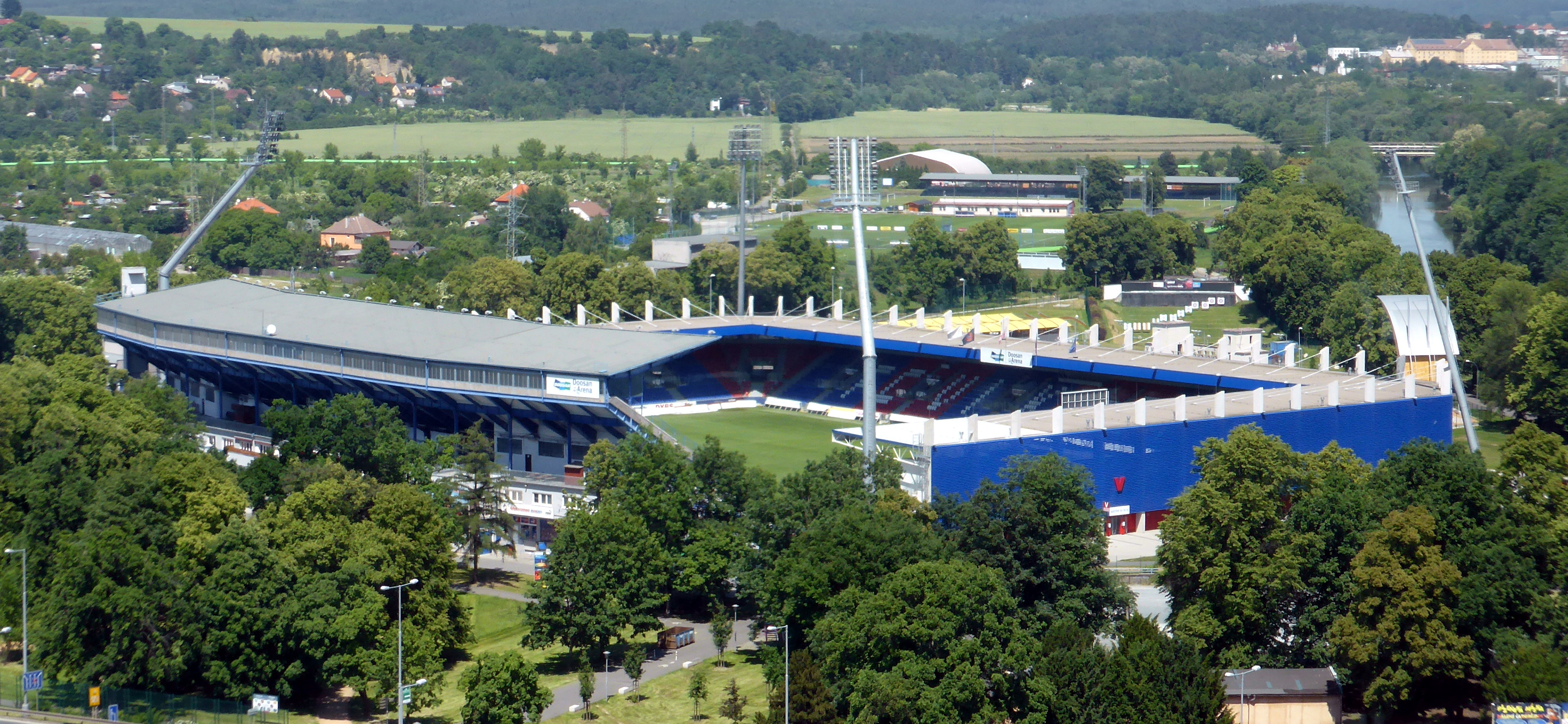
Vue lointaine, en 2015.